# Староуткинськ
Староу́ткинськ (рос. Староуткинск) — селище міського типу, центр Староуткинського міського округу Свердловської області.
Населення — 2969 осіб (2010, 3241 у 2002).